# Mathieu Bosredon
Pour les articles homonymes, voir Bosredon.
Mathieu Bosredon, né le 23 novembre 1990 à Brive-la-Gaillarde en France, est un coureur cycliste handisport français.
Il est triple champion paralympique aux Jeux de 2024 à Paris, double champion du monde aux Championnats du monde de paracyclisme sur route 2024 à Zurich, et champion d'Europe en 2023. 

## Biographie

### Jeunesse
Mathieu Bosredon naît le 23 novembre 1990 à Brive-la-Gaillarde, dans le département français de la Corrèze.
Paralysé des membres inférieurs depuis qu'il a 4 ans, il se met au paracyclisme à 14 ans.

### Carrière sportive
Il est le premier sportif français sur un handbike dans l'équipe de France. Il se spécialise dans les épreuves de course en ligne, de longue distance et de contre-la-montre.
Mathieu Bosredon n'est pas sélectionné pour les Jeux paralympiques de Londres en 2012. Il remporte en 2015 sa première médaille mondiale avec le bronze en course en ligne H4 lors des championnats du monde de Nottwil (Suisse).
Participant aux Jeux paralympiques de 2016 à Rio de Janeiro, il termine 4e de la course en ligne H4, échouant ainsi à une place de la médaille, et 7e du contre-la-montre H4. Ensuite, il ne participe pas aux Jeux de Tokyo qui se déroulent en 2021.
Aux championnats d'Europe de 2022 en Haute-Autriche, il remporte deux médailles dans la catégorie H3 : l'argent dans le contre-la-montre et le bronze dans la course en ligne. La même année, il remporte la médaille de bronze de la course en ligne H4 aux championnats du monde à Baie-Comeau (Canada).
En 2023, il est champion d'Europe à Rotterdam de la course en ligne H4 et médaillé de bronze du contre-la-montre H3, et il est deux fois vice-champion du monde à Glasgow (contre-la-montre H4 et course en ligne H4).
Aux Jeux paralympiques de 2024 à Paris, Mathieu Bosredon remporte trois médailles d'or : il obtient sa première médaille d'or au contre-la-montre en cyclisme sur route le 4 septembre en catégorie H3. Avec ce premier titre paralympique, il participe à un doublé français puisque son compatriote Johan Quaile remporte l'argent sur la même course. Il obtient sa deuxième médaille d'or le lendemain dans la course en ligne, pour un deuxième doublé, à nouveau devant Johan Quaile. Sa troisième médaille d'or est décrochée le 7 septembre en relais par équipes dans la catégorie H1-5 avec Florian Jouanny et Joseph Fritsch.
En septembre 2024, Mathieu Bosredon poursuit sa saison et devient champion du monde aux Championnats du monde de paracyclisme sur route 2024 à Zurich, en s'imposant dans les courses sur route et contre-la-montre en catégorie H3.

## Distinctions

### Décorations
Chevalier de la Légion d'honneur (décret du 23 septembre 2024)

### Hommages
Le nom « Mathieu Bosredon » est donné à l'espace sportif construit en 2024 par la communauté d'agglomération du Bassin de Brive sur la commune de Lissac-sur-Couze au bord du lac du Causse. L’inauguration a lieu le vendredi 13 septembre 2024.

## Palmarès

### Jeux paralympiques
- Jeux paralympiques d'été de 2024 à Paris,  France
  -  Médaille d'or du contre-la-montre H3
  -  Médaille d'or de la course en ligne H3
  -  Médaille d'or du relais par équipes mixtes H1-5

### Championnats du monde
- Championnats du monde de paracyclisme sur route 2015 à Nottwil,  Suisse
  -  Médaille de bronze de la course en ligne H4
- Championnats du monde de paracyclisme sur route 2022 à Baie-Comeau,  Canada
  -  Médaille de bronze de la course en ligne H4
- Championnats du monde de paracyclisme sur route 2023 à Glasgow,  Écosse
  -  Médaille d'argent de la course en ligne H4
  -  Médaille d'argent du contre-la-montre H4
- Championnats du monde de paracyclisme sur route 2024 à Zurich,  Suisse
  -  Médaille d'or de la course en ligne H3
  -  Médaille d'or du contre-la-montre H3

### Championnats d'Europe
- Championnats d'Europe de paracyclisme sur route 2022 en Haute-Autriche,  Autriche
  -  Médaille d'argent du contre-la-montre H4
  -  Médaille de bronze de la course en ligne H4
- Championnats d'Europe de paracyclisme sur route 2023 à Rotterdam,  Pays-Bas
  -  Médaille d'or de la course en ligne H4
  -  Médaille de bronze du contre-la-montre H4